# Абатство Корвей
Корвей (на немски: Stift Corvey, Fürstabtei Corvey) до 1792 г. е бивше бенедиктинско имперско абатство на река Везер на 2 км североизточно от град Хьокстер в Северен Рейн-Вестфалия, Германия. Понастоящем е частно имение, собственост на Виктор, 5-и херцог на Ратибор и 5-и принц на Корвей.

## История
Корвей е значим манастир по времето на Каролингите. През 9 и 10 век е културен, икономически и духовен център на територията на херцогство Саксония. Братовчедите на Карл Велики Вала и Адалхард (извънбрачни синове на Карл Мартел), със съгласието на Лудвиг Благочестиви, основават през 815 или 816 г. първият манастир Корби (Nova Corbeia). През 822 г. се местят на мястото на днешния дворец Корвей.
ЮНЕСКО дава на Корвей през юни 2014 г. статут на обект на световното културно наследство.